# 低ナトリウム血症
低ナトリウム血症（ていナトリウムけっしょう、英: hyponatremia）とは、何らかの原因により水の調節機能が正常に働かず血中のナトリウムの濃度が低下してしまう電解質代謝異常症のひとつで、臨床的には血中ナトリウム濃度が 136(mEq/L)未満になることを言う。つまり、体内総ナトリウム量に比して体内総水分量(TBW)が過剰な状態である。

## 解説
臨床的には抗利尿ホルモン不適合分泌症候群(SIADH)とそれ以外の非SIADHに分けられる。腎臓は50mmHg/kgH2O 以下の薄い尿を生成できないため、絶対的な水分の過剰によってナトリウムの欠乏を起こしている場合と、絶対的なナトリウムの欠乏が原因となる。血清Naの基準値は135〜145 (mEq/l)であり、尿中Na量は4〜8 (g/日)である。Naの摂取経路は経口および輸液であり、排出はレニン-アンジオテンシン-アルドステロン系による調節と心房性ナトリウム利尿ペプチド(ANP)によって決定されている。

## ナトリウムの動態学
体液の調節機構はCV系とVQ系とVV系という3つを想定するとわかりやすい。重要なことは体内ナトリウム量が細胞外液量を規定し、血清ナトリウム濃度が血漿浸透圧を規定するということである。
CV系
血清ナトリウム濃度Cをとらえて体液量Vを調節する系である。Cを感知するセンサーは視床下部にある浸透圧受容体細胞である。脳細胞は一般的に血液脳関門(BBB)によって守られており、体液の変化を直接感知することはあまりないのだが、この部分はBBBの発達が悪く、血漿浸透圧を感知できると考えられている。血漿浸透圧が285〜290(mOsm/kgH2O)から2% 程上昇すると浸透圧受容体細胞が感知し、口渇中枢を刺激し、飲水を促し、またバソプレッシン（抗利尿ホルモン）の分泌を促進する。バソプレッシンが分泌されると腎臓の主に集合管でアクアポリンを利用した尿から水だけを再吸収する作用が強まり、尿は濃縮されて、尿量は減少する。逆に2%ほど血漿浸透圧が低下すると、バソプレッシンの分泌はほぼ抑制されてしまう。バソプレッシンがほとんど分泌されなくなると、Naの再吸収に伴って水も再吸収されるというのが水の動きとなる。糸球体濾過量(GFR)が100(mL/min)ほどあった場合、バソプレッシンの分泌がほとんどなくなれば、20(mL/min)の自由水が排出できることが知られている。すなわち、明らかな腎障害がなければ、ヒトは1時間に1200 mLの水を24時間摂取し続けてもバソプレッシンの分泌を抑制するだけでその水分を排出することができ、低ナトリウム血症には至らない。
VQ系
体液量Vをとらえて、溶質量Qを調節する系である。具体的にはレニン-アンジオテンシン-アルドステロン系のことである。
VV系
これは体液量Vをとらえて体液量Vを調節する系であり、心房性ナトリウム利尿ペプチドや脳性ナトリウム利尿ペプチドが相当する。

## 原因
主要原因は
1. 循環血液量減少を伴う低ナトリウム血症
  - 体内総水分量およびナトリウムは減少；相対的にはナトリウムの減少の方が大きい
2. 循環血液量が正常の低ナトリウム血症
  - 体内総水分量は増加；体内の総ナトリウム量はほぼ正常
3. 循環血液量過剰を伴う低ナトリウム血症
  - 体内総ナトリウム量の増加；相対的に体内総水分量の増加の方が大きい

### 調節機構破綻による低ナトリウム血症
上述のCV系の働きにより通常ならば低ナトリウム血症は滅多な事では起こりえない。それが起こるにはそれなりの理由が必要である。血漿浸透圧が低下するのも関わらず、自由水が排出できない、すなわち尿が低浸透圧にならない病態があるのである。そのようになるものは2つほど知られている。ひとつは自由水を作っているヘンレの上行脚に充分量の尿量が到達しない、もうひとつは血漿浸透圧が低下しているにもかかわらずバソプレッシンの分泌が亢進しており集合管で水の再吸収が起こっている場合である。
ヘンレの上行脚に十分な尿量が到達しない場合
真っ先に考えられることは急性腎不全や慢性腎不全で糸球体濾過量(GFR)が低下し、乏尿となっているのに水負荷をした時である。またGFRが低下していなくとも有効動脈血流量が低下した病態では近位尿細管での尿再吸収が亢進した結果ヘンレの上行脚に充分な尿量が到達しなくなる。こういった病態は心不全、肝不全、ネフローゼ症候群で知られている。
血漿浸透圧と関係なくバソプレッシンが分泌されている病態
真っ先に考えられるのはVV系による修飾、すなわち有効循環血漿量が低下している時である。それ以外に薬剤、ストレス（疼痛）、糖質コルチコイドの欠乏などが挙げられる。また抗利尿ホルモン不適合分泌症候群(SIADH)という病態も重要である。バソプレッシンが作用しすぎた場合は低ナトリウム血症の症状が出るのにもかかわらず、バソプレッシンが作用しない尿崩症では高ナトリウム血症で発症することは少ない。これは尿崩症の場合は多飲で代償するからであると考えられている。多飲できない環境ならば高ナトリウム血症となりえる病態である。

## 分類
臨床上は以下の4つのタイプが観測されている。
細胞外液不足（欠乏性低ナトリウム血症）
水欠乏を上回るナトリウム欠乏が起こっている病態である。腎性体液喪失として尿細管障害やアジソン病、利尿薬の投与などでおこる。腎外性体液喪失としては嘔吐、下痢、経管ドレナージなど消化管からの喪失や、熱傷、膵炎、腹膜炎といったサードスペースへの喪失などがあげられる。発汗などで水分塩分を大量に失い、塩分を補給せず水分のみ大量に補給することでも陥りやすい。細胞外液不足のため腎臓への血流が極度に低下し、腎前性腎不全となる。
水過剰（正常循環血液量性低ナトリウム血症）
このカテゴリーで最も多いの高齢者の癌患者などでおこる抗利尿ホルモン不適合分泌症候群、その他甲状腺機能低下症、副腎皮質刺激ホルモン単独欠損症、多飲症、reset osmostatなどがあげられる。尿中ナトリウム濃度が20 (mEq/L)を超えているのが特徴である。
細胞外液過剰（希釈性低ナトリウム血症）
ナトリウム過剰を上回る水過剰がある場合である。多くは浮腫を伴っている。腎不全やその他の浮腫性病変として、鬱血性心不全、肝硬変、ネフローゼ症候群などがあげられる。入院患者でよく見られる。
偽性
脂肪などの増加による見かけ上の水過剰。高脂血症や高血糖で起こることがある。
これらを鑑別するには身体診察やバイタルサインによることが多い。細胞外液量が低下しているときは皮膚、粘膜の乾燥、脈拍増加、血圧低下（特に起立性低血圧）などで判断する。逆に浮腫があれば細胞外液は増加していると考える。こういった所見がなく、明らかな病歴がなければ細胞外液量は正常とみなして考えていくのが一般的である。そして尿中のナトリウム濃度を調べる。細胞外液や有効循環血漿量や血圧が低下した時は、細胞外液を維持するため腎臓はナトリウムを再吸収しようとするので腎臓が適切に働いていれば、尿中ナトリウム濃度は10 (mEq/L)位と低値になっているはずである。

## 治療
- ナトリウム欠乏の場合は塩化ナトリウムを補充する。48時間以内に25 (mEq/L)以上のナトリウム補正をすると橋中心髄鞘崩壊症(CPM)を起すことがある。
- 水分過剰（例：水中毒）の場合は水分制限を行う。特にSIADHの場合は重要である。
- 細胞外液過剰の場合は、厳重な水制限、水排出促進、ナトリウム摂取制限やナトリウム排出促進が必要である。

## 診断
治療法がわかってこそ、診断には意味がある。まずは血漿浸透圧、尿浸透圧を測定する。次に病歴から急性か慢性かを診断する。急性であったら治療に緊急性が生じてくる。次に原因の詮索をする。
原因として考えられるもの
下痢、嘔吐、大量の発汗などによる体液喪失。
薬物（例えば、ビンクリスチン、カルバマゼピン、シクロホスファミド、NSAIDs）はバソプレッシンの分泌、作用に影響を与える。
利尿薬服薬歴、甲状腺機能低下症、副腎不全、抗利尿ホルモン不適合分泌症候群(SIADH)などを考える。

## 症状
以下のような表が有名である。
| 血清ナトリウム濃度 | 症状                           |
| ------------------ | ------------------------------ |
| 130 (mEq/L)以上    | 一般的には無症状               |
| 120〜130 (mEq/L)   | 軽度の虚脱感や疲労感が出現     |
| 110〜120 (mEq/L)   | 精神錯乱、頭痛、悪心、食思不振 |
| 110 (mEq/L)以下    | 痙攣、昏睡                     |

しかし、臨床的には実際の濃度より進行速度とよく相関することが知られている。とはいえ急変時の重症度をみるには濃度が進行速度と比例するため有効である。